# Mistrzostwa Europy w Lekkoatletyce 2022 – bieg na 1500 m mężczyzn
Bieg na 1500 metrów mężczyzn – jedna z konkurencji biegowych rozgrywanych podczas lekkoatletycznych mistrzostw Europy na Stadionie Olimpijskim w Monachium.

## Terminarz
Źródło: european-athletics.com.
| Data        | Godzina |            |
| ----------- | ------- | ---------- |
| 15 sierpnia | 20:15   | Eliminacje |
| 18 sierpnia | 21:05   | Finał      |

## Rekordy
Tabela prezentuje rekord świata, rekord Europy, rekord mistrzostw Europy oraz najlepsze wyniki na listach światowych i eruopejskich w sezonie 2022 przed rozpoczęciem mistrzostw. Źródło: european-athletics.com, worldathletics.org.
|                          | Zawodnik           | Wynik   | Miejsce  | Data                 |
| ------------------------ | ------------------ | ------- | -------- | -------------------- |
| Rekord świata            | Hicham El Guerrouj | 3:26,00 | Rzym     | 14 lipca 1998(dts)   |
| Rekord Europy            | Jakob Ingebrigtsen | 3:28,32 | Tokio    | 7 sierpnia 2021(dts) |
| Rekord mistrzostw Europy | Fermín Cacho       | 3:35,27 | Helsinki | 9 sierpnia 1994(dts) |
| Listy światowe           | Jake Wightman      | 3:29,23 | Eugene   | 19 lipca 2022(dts)   |
| Listy europejskie        | Jake Wightman      | 3:29,23 | Eugene   | 19 lipca 2022(dts)   |

## Rezultaty

### Eliminacje
Awans: 4 najlepszych z każdego biegu (Q) oraz 4 z najlepszymi czasami wśród przegranych (q). Źródło: european-athletics.com.
| Pozycja | Bieg | Zawodnik             | Państwo         | Czas    | Uwagi     |
| ------- | ---- | -------------------- | --------------- | ------- | --------- |
| 1.      | 2    | Michał Rozmys        | Polska          | 3:37,36 | Q         |
| 2.      | 2    | Pietro Arese         | Włochy          | 3:37,95 | Q         |
| 3.      | 2    | Mario García         | Hiszpania       | 3:38,04 | Q         |
| 4.      | 2    | Neil Gourley         | Wielka Brytania | 3:38,07 | Q         |
| 5.      | 2    | Matthew Stonier      | Wielka Brytania | 3:38,37 | q         |
| 6.      | 2    | Azeddine Habz        | Francja         | 3:38,47 | q         |
| 7.      | 1    | Jakob Ingebrigtsen   | Norwegia        | 3:38,48 | Q         |
| 8.      | 2    | Andrew Coscoran      | Irlandia        | 3:38,74 | q         |
| 9.      | 1    | Ismael Debjani       | Belgia          | 3:38,96 | Q         |
| 10.     | 1    | Ignacio Fontes       | Hiszpania       | 3:39,00 | Q         |
| 11.     | 1    | Gonzalo García       | Hiszpania       | 3:39,20 | Q         |
| 12.     | 1    | Jake Heyward         | Wielka Brytania | 3:39,30 | q         |
| 13.     | 2    | Christoph Kessler    | Niemcy          | 3:39,32 |           |
| 14.     | 1    | Baptiste Mischlerl   | Francja         | 3:39,58 |           |
| 15.     | 2    | Simas Bertašius      | Litwa           | 3:40,19 |           |
| 16.     | 1    | Charles Grethen      | Luksemburg      | 3:40,33 |           |
| 17.     | 1    | Samuel Pihlström     | Szwecja         | 3:40,70 |           |
| 18.     | 1    | Luke McCann          | Irlandia        | 3:40,98 |           |
| 19.     | 1    | Jan Friš             | Czechy          | 3:40,99 |           |
| 20.     | 2    | Ferdinand Kvan Edman | Norwegia        | 3:41,30 |           |
| 21.     | 1    | Tarik Moukrime       | Belgia          | 3:41,46 |           |
| 22.     | 2    | Yervand Mkrtchyan    | Armenia         | 3:43,42 |           |
| 23.     | 2    | István Szögi         | Węgry           | 3:44,20 |           |
| 24.     | 1    | Isaac Nader          | Portugalia      | 3:44,59 |           |
| 25.     | 2    | Ruben Verheyden      | Belgia          | 3:44,76 |           |
| 26.     | 1    | Mohamed Mohumed      | Niemcy          | 3:45,53 |           |
| –       | 2    | Filip Sasínek        | Czechy          | DNF     |           |
| –       | 1    | Ossama Meslek        | Włochy          | DSQ     | TR 17.2.2 |

### Finał
Źródło: european-athletics.com.
| Pozycja | Zawodnik           | Państwo         | Czas    | Uwagi |
| ------- | ------------------ | --------------- | ------- | ----- |
| 01 !    | Jakob Ingebrigtsen | Norwegia        | 3:32,76 | CR    |
| 02 !    | Jake Heyward       | Wielka Brytania | 3:34,44 |       |
| 03 !    | Mario García       | Hiszpania       | 3:34,88 |       |
| 4.      | Pietro Arese       | Włochy          | 3:35,00 | PB    |
| 5.      | Matthew Stonier    | Wielka Brytania | 3:35,97 |       |
| 6.      | Gonzalo García     | Hiszpania       | 3:37,40 |       |
| 7.      | Michał Rozmys      | Polska          | 3:37,63 |       |
| 8.      | Neil Gourley       | Wielka Brytania | 3:38,40 |       |
| 9.      | Andrew Coscoran    | Irlandia        | 3:39,91 |       |
| 10.     | Azeddine Habz      | Francja         | 3:40,92 |       |
| 11.     | Ignacio Fontes     | Hiszpania       | 3:42,30 |       |
| 12.     | Ismael Debjani     | Belgia          | 3:43,28 |       |